# ОШ „Владика Николај Велимировић” Ваљево
ОШ „Владика Николај Велимировић” Ваљево, основана је 11. септембра 1951. године као друга основна школа од тадашње три у Ваљеву.
Тада основана школа била је смештена у Ваљевској гимназији до 1967. године, затим до 1985. године била је у центру града, у Карађорђевој улици. Од септембра 1985. године, школа је смештена у новој наменски грађеној згради, у Сувоборској улици, у Месној заједници Градац. До 2002. године носила је име народног хероја Милоша Дудића - „Миша Дудић”, а од 2002. понела је име Владике Николаја Велимировића.
Данас осим матичне школе у оквиру школе раде два издвојена одељења у селима Белошевац и Пауне. У матичној школи настава је кабинетског типа. 
Неки од много успешних ђака школе, били су и Воја Брајовић, глумац, Миодраг и Александар Лома, доктори наука, Бошко Ђукановић, кардиолог, Нада Игњатовић – Савић, психолог, Предраг Живановић, лекар специјалиста и други.